# Polonia en los Juegos Olímpicos de Cortina d'Ampezzo 1956
Polonia estuvo representada en los Juegos Olímpicos de Cortina d'Ampezzo 1956 por un total de 51 deportistas que compitieron en 6 deportes.  
El portador de la bandera en la ceremonia de apertura fue el esquiador de fondo Tadeusz Kwapień.

## Medallistas
El equipo olímpico polaco obtuvo las siguientes medallas:
| Nombre                    | Deporte           | Competición  |
| ------------------------- | ----------------- | ------------ |
| Oro                       |                   |              |
| —                         |                   |              |
| Plata                     |                   |              |
| —                         |                   |              |
| Bronce                    |                   |              |
| Franciszek Gąsienica Groń | Combinada nórdica | Individual M |